# Taxa de gravidez
A taxa de gravidez, coeficiente de Gravidez ou taxa de gestação é a proporção entre o número de conceções e o número médio de fêmeas de determinada população em idade fértil durante um determinado período de tempo.